# Paleochóri Foundotoú
Paleochóri Foundotoú, en grec moderne : Παλαιοχώρι Φουντωτού, est un village du dème d’Argithéa, district régional de Kardítsa, en Thessalie, Grèce.
Selon le recensement de 2011, la population du village compte 33 habitants.